# Oulankaïta
L'oulankaïta és un mineral de la classe dels sulfurs. Rep el seu nom de la zona on va ser descoberta.

## Característiques
L'oulankaïta és un sulfur de fórmula química (Pd,Pt)₅(Cu,Fe)₄SnTe₂S₂. Cristal·litza en el sistema tetragonal. La seva duresa a l'escala de Mohs es troba entre 3,5 i 4. Va ser descoberta a Lukkulaisvaara, al riu Oulanka (República de Carèlia, Rússia), l'únic indret on se n'ha trobat. L'oulankaïta argèntica és una varietat que conté plata, també trobada a la mateixa localitat tipus que l'oulankaïta.
Segons la classificació de Nickel-Strunz, l'oulankaïta pertany a «02.AC: Aliatges de metal·loides amb PGE» juntament amb els següents minerals: UM2004-45-Se:AgHgPd, pal·ladseïta, miassita, UM2000-47-S:CuFePdPt, oosterboschita, chrisstanleyita, jagüeïta, keithconnita, vasilita, tel·luropal·ladinita, luberoïta, telargpalita, temagamita, sopcheïta, laflammeïta i tischendorfita.